# Pichicuy
Pichicuy (del mapudungún: Pichi kuykuy ‘puente pequeño’) es un balneario perteneciente a la comuna de La Ligua, Provincia de Petorca, Región de Valparaíso. Se encuentra a 174 kilómetros de Santiago y a 25 kilómetros de La Ligua.

## Toponimia
El nombre puede provenir del mapudungún pichi ‘pequeño’ y kuykuy ‘puente’.

## Descripción
Se caracteriza por ser una apacible caleta y balneario en el cual se practica la pesca y el surf. En su zona sur se encuentra el humedal homónimo.
Muchas familias provenientes principalmente de La Calera y, en menor medida, de Santiago, van durante el verano a pasear y a bañarse en su playa.[cita requerida]
En esta localidad hay un extenso predio donde la Escuela Militar chilena efectúa sus periodos de instrucción de combate.

## Cultura

### Surf
Pichicuy es descrito por muchos como un paraíso surfista por sus perfectas condiciones: olas que van desde 1 a 6 metros dependiendo de las condiciones del mar, y playas con fondo de arena.
Cuando "la mar esta mala" como dicen sus habitantes, se produce una gran ola llamada La Marmola. Esta puede alcanzar 13 metros de altura y surfistas reconocidos internacionalmente como Ramón Navarro la han corrido.